# Große Synagoge (Auschwitz)

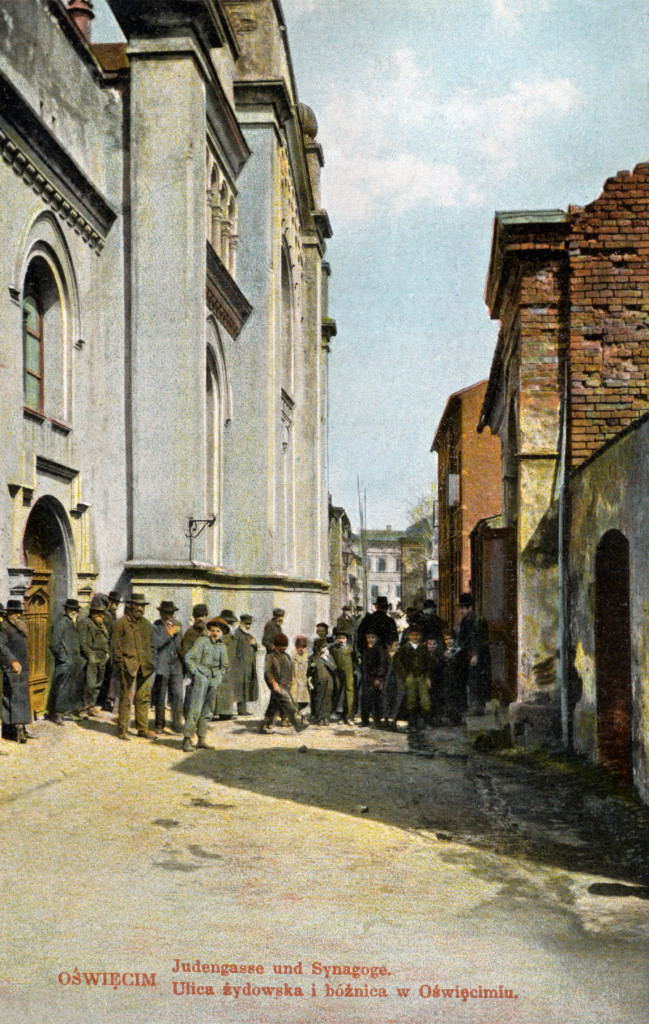
Große Synagoge in Oświęcim

Die Große Synagoge war die größte Synagoge in Oświęcim, einer polnischen Stadt in der Woiwodschaft Kleinpolen, die bis zum Zweiten Weltkrieg zum Gottesdienst genutzt wurde und im November 1939 von den deutschen Besatzern zerstört wurde.

## Geschichte der jüdischen Gemeinde
Die Anfänge der jüdischen Siedlung in Oświęcim liegen in der ersten Hälfte des 16. Jahrhunderts, heißt, dass die Gemeinde vor dem Zweiten Weltkrieg bereits über 400 Jahre alt war. Es ist möglich, dass es aufgrund der Handelswege und der Nähe zu anderen Handelszentren schon früher jüdische Einwohner in der Stadt gab, aber dies ist nicht durch Dokumente bestätigt.
Ursprünglich befand sich das Zentrum des jüdischen Lebens im nördlichen Teil der Stadt, doch mit der Zeit zog die Gemeinde um und ließ sich im südlichen Teil nieder. Das Gebiet um die Burg Auschwitz und die Żydowska-Straße (heute Berka-Joselewicza-Straße) wurde zum Zentrum des jüdischen Lebens. Nach den Forschungen von Artur Szyndler lebten Juden auch in anderen Teilen der Stadt. Der Beginn des 20. Jahrhunderts war eine Zeit des Wohlstands für die jüdische Gemeinde und die gesamte Stadt. In der Stadt gab es Fabriken, die Papier, chemische Produkte und andere Waren herstellten.
Die Große Synagoge wurde vor allem von Vertretern der fortschrittlichen jüdischen Intelligenz (darunter Ärzte, Rechtsanwälte, Unternehmer und Beamte) und in begrenztem Umfang auch von Traditionalisten besucht. Die Synagoge mit ihren 2000 Plätzen wurde als Große Synagoge bezeichnet, da sie eine repräsentative Funktion für die örtliche jüdische Gemeinde hatte. Der prächtige Tempelbau war in der Stadtsilhouette sichtbar und symbolisierte die Bedeutung der jüdischen Gemeinde. Die wichtigsten Rabbiner in den Jahren von 1873 bis 1939 waren: Lazar Münz, Szlomo Halberstam, Abraham Schnur, Osias Pinkas Bombach und sein Sohn Eliasz Bombach.
Vor dem Zweiten Weltkrieg war mehr als die Hälfte der Bevölkerung von Auschwitz jüdisch. In der Stadt gab es etwa 20 Synagogen.

## Geschichte der Synagogen

### Alte Synagoge
Die erste Erwähnung der Synagoge in Auschwitz stammt aus dem Jahr 1588, mit großer Wahrscheinlichkeit wurde sie in diesem Jahr errichtet. Archivdokumente deuten darauf hin, dass ein Bürger aus Auschwitz, Jan Piotraszewski, der örtlichen jüdischen Gemeinde sein Land schenkte oder verkaufte, damit sie ihr Gotteshaus und ihren Friedhof errichten konnte. Das erste Gebäude wurde wahrscheinlich aus Holz gebaut, diese hölzerne Synagoge wurde wahrscheinlich während der Schwedischen Sintflut zerstört.
Im Laufe der Jahrhunderte wurde das Gebäude zweimal durch Feuer zerstört. Das erste Mal geschah dies am 6. Juli 1711, nach diesem Brand wurde ein Steingebäude errichtet. Ein weiteres Feuer beschädigte das Gebäude im Jahr 1863.

### Große Synagoge
Koordinaten: 50° 2′ 20″ N, 19° 13′ 12″ O
Die letzte Synagoge wurde 1873 nach dem letzten Brand an der Stelle der vorher bestehenden Synagoge errichtet. Zwischen 1899 und 1900 wurde sie von dem Architekten Carl Korn umgebaut. Das Gebäude erhielt eine repräsentative, reich verzierte Fassade mit Elementen des neuromanischen, neugotischen und maurischen Stils. Die Fassade des Gebäudes wurde in einem repräsentativen Stil gehalten, ähnlich wie bei anderen von Korn entworfenen Synagogen. Die Synagoge war das erste Gebäude der Stadt, das 1925 mit elektrischer Beleuchtung ausgestattet wurde.
Das Gotteshaus wurde in der Nacht vom 29. auf den 30. November 1939 von deutschen Soldaten zerstört. Im Jahr 1941 wurden die Ruinen abgerissen und das Gelände für den Bau von Luftschutzbunkern genutzt.

### Nach dem Zweiten Weltkrieg
Nach dem Krieg wurde die Synagoge nicht wiederaufgebaut. Der Platz, an dem sie gestanden hatte, stand jahrelang leer. Sie wurde als Zeugnis der Kriegsereignisse belassen.

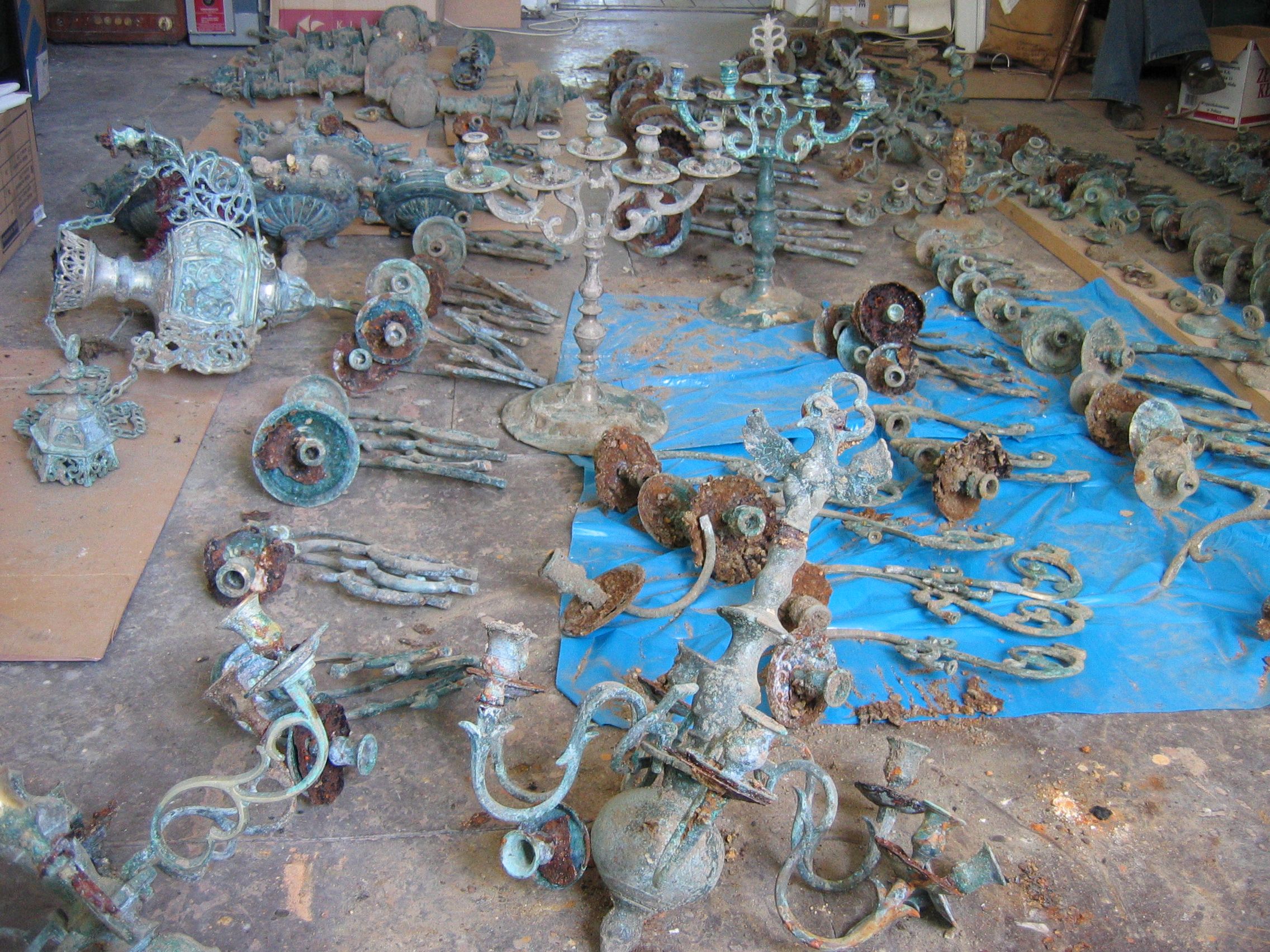
Teil der Exponate ist der Oświęcim-Schatz

Im Jahr 2004 wurden auf dem Gelände der Großen Synagoge archäologische Ausgrabungen durchgeführt. Bei den Grabungen wurden etwa 400 Gegenstände gefunden, darunter die Ausstattung der Synagoge: Kronleuchter, kupferne Ner tamid-Lampen, Fragmente von Möbeln und Ornamenten, dekorative Bodenfliesen, Marmorelemente des Aron Kodesch, eine zeremonielle Schale zum Händewaschen, verkohlte Fragmente von Gebetbüchern und Gedenktafeln. Die meisten Gegenstände stammen aus der zweiten Hälfte des 19. Jahrhunderts. Der Fund wurde in das Jüdische Zentrum Auschwitz in Auschwitz gebracht, wo die Artefakte katalogisiert, inventarisiert und restauriert wurden. Einige Gegenstände sind in der Dauerausstellung des Jüdischen Museums des Zentrums zu sehen.

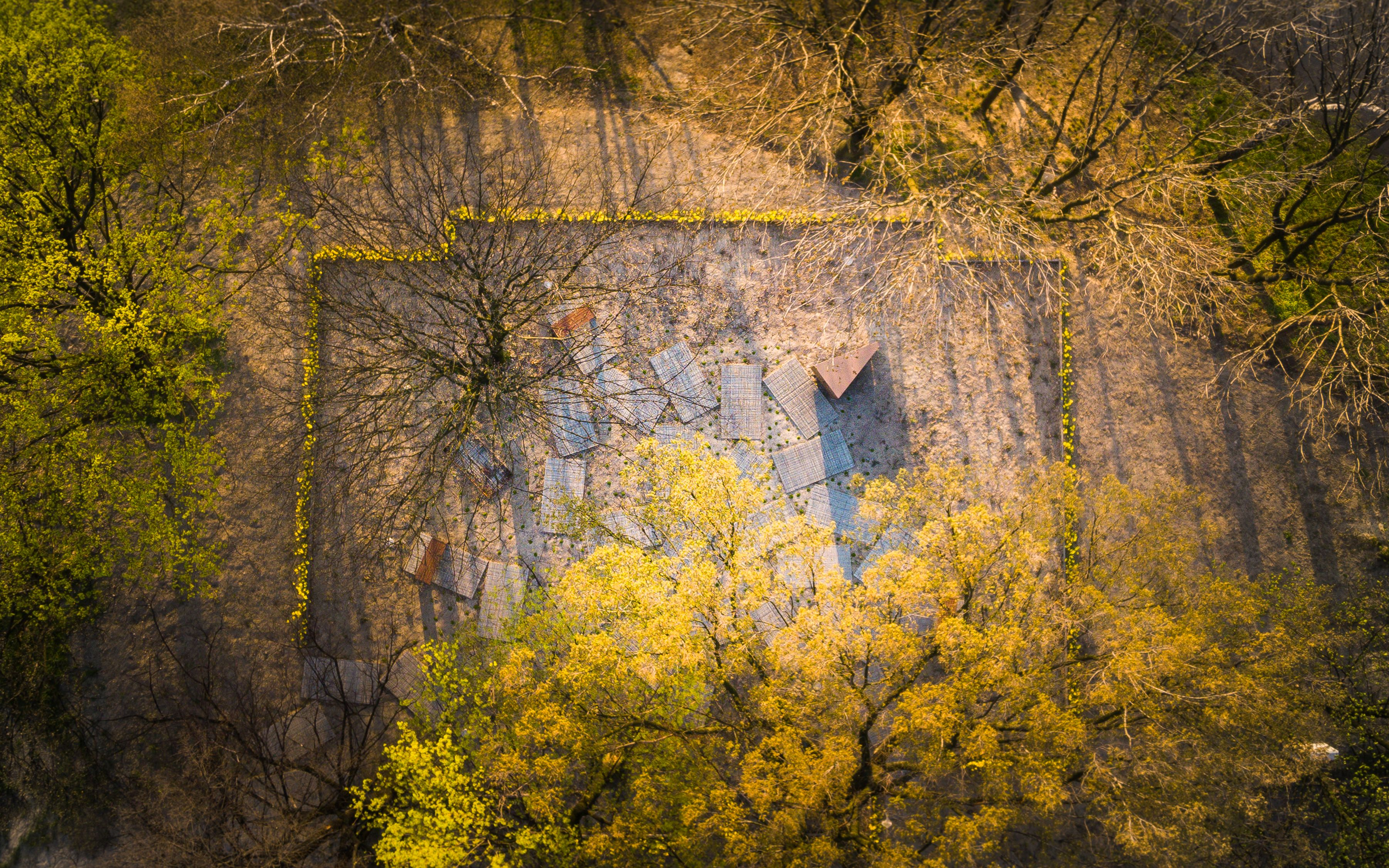
Der Gedenkpark zur großen Synagoge

Fast 80 Jahre nach der Zerstörung der Synagoge haben die Einwohner von Auschwitz beschlossen, an diesem Ort einen Gedenkpark für die Große Synagoge als Ort des Gedenkens zu errichten. Das Projekt wurde vom Jüdischen Zentrum Auschwitz in Oświęcim initiiert und dank einer Spendenaktion realisiert, an der Einwohner, lokale Unternehmer, öffentliche Einrichtungen und Nachkommen der Juden von Oświęcim teilnahmen. Der Park wurde am 28. November 2019 eröffnet.

## Architektur der Großen Synagoge
Wie die Synagoge vor dem 1900 abgeschlossenen Umbau aussah und wie sie eingerichtet war, ist unbekannt, da keine Fotos oder Baupläne mehr vorhanden sind.
Die Neugestaltung des Gebäudes wurde zwischen 1899 und 1900 von Karl Korn geplant. Das Aussehen ist von erhaltenen Fotografien aus dem frühen 20. Jahrhundert bekannt. Korn war ein bekannter polnischer Architekt aus Bielsko, der auch die Synagoge von Biała und die Synagoge in Wadowice entwarf.
Das Synagogengebäude aus Backstein wurde auf einem rechteckigen Grundriss errichtet. Im Inneren befand sich ein Vestibül, von dem aus man den Hauptgebetssaal betreten konnte. Er war an drei Seiten von Emporen für Frauen umgeben, zu denen separate Eingänge und Treppen führten. Im Inneren befanden sich 2000 Sitzplätze. Zu Beginn des 20. Jahrhunderts wurden nördliche und südliche Anbauten hinzugefügt, die den leeren Raum am Hang ausfüllten, auf dem die Synagoge errichtet worden war.
Die Synagoge besaß eine repräsentative, reich verzierte Fassade mit Elementen des neuromanischen, neugotischen und maurischen Stils. Die Details der Verzierung bezogen sich auf die Ornamentik der Tempel-Synagoge in der Miodowa-Straße in Krakau. Andere Inspirationen für die Architektur waren in der deutschen Architektur zu finden, z. B. in der Hamburger Synagoge von Albrecht Rosengarten. Das Gebäude wurde von zwei zwiebelförmigen Kuppeln gekrönt.